# Pseudobalta pusilla
Pseudobalta pusilla är en kackerlacksart som först beskrevs av Morgan Hebard 1943.  Pseudobalta pusilla ingår i släktet Pseudobalta och familjen småkackerlackor. Inga underarter finns listade i Catalogue of Life.